# Faro (vattendrag)
Faro är ett vattendrag i Kamerun, på gränsen till Nigeria. Det ligger i den norra delen av landet, 600 km norr om huvudstaden Yaoundé.